# Classe Mystic
La classe Mystic est une classe de sous-marin de sauvetage (en anglais : Deep Submergence Rescue Vehicle) de l'United States Navy en service de 1970 à 2008. Les deux unités de cette classe, les Mystic et Avalon, ne furent jamais utilisées lors de missions de sauvetage hors exercices.

## Historique
Le projet Deep Submergence System fut mis en place en juin 1965, deux ans après la perte du sous-marin nucléaire d'attaque USS Thresher (SSN-593) en 1963.
À cette époque, les sous-marins nucléaires opéraient à des profondeurs bien supérieures aux profondeurs que pouvaient atteindre les sous-marins de sauvetage. La division Missiles and Space Company de Lockheed fut contactée par la marine américaine afin de concevoir un sous-marin de sauvetage en eaux profondes dont la première unité fut lancée en 1970.
La classe Mystic fut accusée d'avoir en réalité eu pour but de mener des opérations d'espionnage sous-marin, notamment de mise sur écoute des câbles sous-marins. Les deux unités qui constituaient cette classe étaient néanmoins capables de réaliser des opérations de sauvetage jusqu'à une profondeur de 5 000 pieds (1 524 m) tout en transportant 24 passagers outre son équipage composé de quatre hommes : deux pilotes et deux membres d'équipage. Deux unités seulement furent commandées du fait de cette profondeur opérationnelle limitée.
La première unité, surnommée Mystic bien qu'elle ne disposait d'aucun nom officiel, a été lancée en 1970, armée en 1971 puis retirée du service en 2008 tandis que le DSRV-2, dit Avalon, fut lancé et armé en 1971 pour finalement être retiré du service en 2000. Les deux unités furent construites à Sunnyvale (Californie).
Un exercice entre le DRSV-1 et l'USS Hawkbill (SSN-666) début 1971 conclut sur le caractère opérationnel des DSRV.
Des accords pour l’utilisation de ces véhicules en cas d'accident ont été conclus avec plusieurs pays. Avec la France, deux exercices en juillet 1994 et mai 1999 ont eu lieu au large de Brest avec le SNLE Le Tonnant (S614) comme porteur qui s'amarre au sous-marin Bévéziers de la classe Agosta.
Le Submarine Rescue Diving and Recompression System constitue la nouvelle génération des sous-marins de sauvetage de l'US Navy.

## Dans la fiction
- Un DSRV est utilisé dans le film Sauvez le Neptune de 1978, dans lequel le sous-marin est utilisé pour secourir l'équipage d'un sous-marin naufragé.
- Les deux DSRV apparaissent également dans le roman Octobre rouge de Tom Clancy, intervenant dans le plan de capture du sous-marin soviétique. Le Mystic apparait dans l'adaptation cinématographique À la poursuite d'Octobre rouge.
- Le Mystic fait son apparition dans le pilote de la série Surface dans lequel un personnage l'utilise afin d'étudier une nouvelle forme de vie découverte sur le plancher océanique.
- Il est aussi présent dans le jeu vidéo Sub Command de 2001 dans lequel il est utilisé pour secourir des sous-mariniers danois.
- Le DSRV apparaît dans le troisième épisode (Réunion) de la sixième saison de la série Stargate SG-1, dans lequel il évacue SG-1 d'un vaisseau-mère Ha'tak du Grand Maître Goa'uld Anubis qui s'était écrasé dans le Pacifique.
- Le DSRV est également présent dans le livre The Abyss de Orson Scott Card ainsi que dans l'adaptation cinématographique de 1989.
- Il est présent dans le film Hunter Killer, où il évacue les survivants du naufrage d'un sous-marin russe avant de participer au sauvetage du Président de la fédération de Russie.

## Unités
| Photographie | Nom           | Lancement       | Armé          | Retrait du service |
| ------------ | ------------- | --------------- | ------------- | ------------------ |
|              | DSRV-1 Mystic | 24 janvier 1970 | 1er juin 1970 | 1er octobre 2008   |
|              | DSRV-2 Avalon | 1er mai 1971    | 1er juin 1971 | 2000               |